# 蔡家岗镇
蔡家岗镇，是中华人民共和国湖南省常德市鼎城区下辖的一个乡镇级行政单位。

## 行政区划
蔡家岗镇下辖以下地区：
延寿庵社区、高桥社区、芭蕉堰村、大云岗村、陆家殿村、蔡家岗村、刘家咀村、宝家山村、五里溪村、泉挡村、高冲村、岩巴挡村、南山村、小溪村、舒公殿村和牛车挡村。